# 中村融 (SF)
中村 融（なかむら とおる、1960年 - ）は、日本のSF翻訳家、SF研究者、アンソロジスト。

## 経歴
愛知県豊橋市出身。幼少時からSF好きだったが、一方で中学、高校時代は陸上部に所属し、100m走で県の3位に入ったこともあった。
中央大学法学部卒業。大学時代から、中央大学SF研究会の他、多くのSFファングループに参加し、海外SFの研究、評論、翻訳活動を行う。
1984年に評論「鏡の国の反在士」でSFファンジン大賞・評論部門を受賞。1988年、『SFマガジン』主催の「SF評論コンテスト」佳作第二席（「ネクロマンティック・ニューロマンス」）。
大日本印刷に2年間の勤務後退社し、翻訳学校に通い翻訳家に。
古典SF作品の新訳も多い。また過去のSF・ファンタジーの短編を掘り起こした、独自の視点のアンソロジーを多数、編集している。河出書房新社の奇想コレクションの企画も担当している。
2001年、山岸真と共同編集の『20世紀SF』で日本SF大賞候補。2011年、個人編集の『ワイオミング生まれの宇宙飛行士　宇宙開発SF傑作選』で、名古屋文庫大賞候補。
野生イルカの観察が趣味で、イルカを主人公としたロバート・シーゲルのファンタジー小説三部作も、翻訳している。
日本推理作家協会会員。2021年4月より、日本SF作家クラブ会員。

## 翻訳
- 『惑星壊滅サービス』（M・Z・ブラッドリー、東京創元社） 1987.3
- 『ストームクイーン』（M・Z・ブラッドリー、東京創元社） 1988.3
- 『闇がつむぐあまたの影』（カール・エドワード・ワグナー、東京創元社） 1991.10
- 『幻影の航海』（ティム・パワーズ、早川書房） 1991.9
  - 『生命の泉』ハヤカワ文庫 2011.3 - 作品を原作とする映画公開にあわせ改題再刊
- 『世界の果てまで何マイル』（テリー・ビッスン、早川書房） 1993.10
- 『第七の空母1 真珠湾突撃作戦』（ピーター・アルバーノ、徳間書店） 1993.12
- 『赤い惑星への航海』（テリー・ビッスン、早川書房） 1995.9
- 『モロー博士の島』（H.G.ウェルズ、東京創元社） 1996.9
- 『白銀の聖域』（マイケル・ムアコック、東京創元社） 1996.10
- 『水の国を見た少年』（マイケル・ドリス、新潮社） 1998.2
- 『アンドリューNDR114』（アイザック・アシモフ, ロバート・シルヴァーバーグ、東京創元社） 2000.4
- 『模造世界』（ダニエル・F・ガロイ、東京創元社） 2000.1
- 『マンモス / 反逆のシルヴァーヘア』（スティーヴン・バクスター、早川書房） 2001.7
- 『凶獣リヴァイアサン』上・下（ジェイムズ・バイロン・ハギンズ、創元SF文庫） 2003.4
- 『魔法の眼鏡』（ジェイムズ・P・ブレイロック、早川書房） 2004.3
- 『ファンタジーの歴史 空想世界』（リン・カーター、東京創元社） 2004.11
- 『宇宙戦争』（H・G・ウェルズ、東京創元社） 2005.5
- 『時と神々の物語』（ロード・ダンセイニ、中野善夫, 安野玲, 吉村満美子訳、河出文庫） 2005.9
- 『どんがらがん』（アヴラム・デイヴィッドスン、河出書房新社） 2005.10、河出文庫 2014

殊能将之編、浅倉久志, 伊藤典夫, 深町眞理子, 若島正 分担訳
- 『時の眼 タイム・オデッセイ』（アーサー・C・クラーク, スティーヴン・バクスター、早川書房） 2006.12
- 『太陽の盾』（アーサー・C・クラーク, スティーヴン・バクスター、早川書房） 2008.4
- 『ブラッドベリ年代記』（サム・ウェラー、河出書房新社） 2011.3
- 『時が新しかったころ』（ロバート・F・ヤング、東京創元社） 2014.3
- 『寄港地のない船』（ブライアン・オールディス、竹書房文庫） 2015
- 『宇宙への序曲』新訳版（アーサー・C・クラーク、ハヤカワ文庫） 2015
- 『クロックワーク・ロケット』（グレッグ・イーガン、山岸真共訳、早川書房、新☆ハヤカワ・SF・シリーズ） 2015
- 『エターナル・フレイム』（グレッグ・イーガン、山岸真共訳、早川書房、新☆ハヤカワ・SF・シリーズ） 2016
- 『ゴッド・ガン』（バリントン・J・ベイリー、大森望共訳、ハヤカワ文庫） 2016
- 『天界の眼: 切れ者キューゲルの冒険』（ジャック・ヴァンス、国書刊行会、ジャック・ヴァンス・トレジャリー） 2016
- 『アロウズ・オブ・タイム』（グレッグ・イーガン、山岸真共訳、早川書房、新☆ハヤカワ・SF・シリーズ） 2017
- 『トリフィド時代 (食人植物の恐怖)』【新訳版】（ジョン・ウィンダム、創元SF文庫） 2018
- 『パラドックス・メン』（チャールズ・L・ハーネス、竹書房文庫） 2019
- 『死んだら飛べる』 (スティーヴン・キング／ベヴ・ヴィンセント 編、白石朗ほか共訳、竹書房文庫） 2019
- 『黒魚都市』（サム・J・ミラー、早川書房、新☆ハヤカワ・SF・シリーズ） 2020
- 『キャプテン・フューチャー　最初の事件』（アレン・スティール、創元SF文庫） 2020
- 『シオンズ・フィクション：イスラエルSF傑作選』（シェルドン・テイテルバウム／エマヌエル・ロテム 編、竹書房文庫） 2020
- 『大宇宙の魔女　ノースウェスト・スミス全短編』（C・L・ムーア、市田泉共訳、創元SF文庫） 2021
- 『ノヴァ・ヘラス：ギリシャSF傑作選』（フランチェスカ・T・バルビニ／フランチェスコ・ヴァルソ 編、竹書房文庫） 2023

### レイ・ブラッドベリ
- 『塵よりよみがえり』 レイ・ブラッドベリ、河出書房新社 2002.10。河出文庫 2005
- 『猫のパジャマ』 レイ・ブラッドベリ、河出書房新社 2008.1。河出文庫 2014、新版2024
- 『万華鏡　ブラッドベリ自選傑作集』 創元SF文庫 2016
- 『何かが道をやってくる【新訳版】』 レイ・ブラッドベリ、創元SF文庫 2023

### ロバート・シーゲル
- 『クジラの歌』（ロバート・シーゲル、東京創元社） 1995.3、改題『歌うクジラ』創元推理文庫 2000
- 『白いクジラ』（東京創元社） 1998.3
- 『世界の果ての氷』（東京創元社） 1998.6
- 『氷海のクジラ』（東京創元社） 2000.8

### 「コナン全集」
- 『新訂版コナン全集1　黒い海岸の女王』（ロバート・E・ハワード、宇野利泰共訳、創元推理文庫） 2006.10
- 『新訂版コナン全集2　魔女誕生』（宇野利泰共訳、創元推理文庫） 2006.12
- 『新訂版コナン全集3　黒い予言者』（宇野利泰共訳、創元推理文庫） 2007.3
- 『新訂版コナン全集4　黒河を越えて』（宇野利泰共訳、創元推理文庫） 2007.7
- 『新訂版コナン全集5　真紅の城砦』（創元推理文庫） 2009.3
- 『新訂版コナン全集6　龍の刻』（創元推理文庫） 2013.5 - 各・カバー画は後藤啓介

「愛蔵版 コナン全集」
- 『愛蔵版 英雄コナン全集1 風雲篇』（宇野利泰共訳、新紀元社） 2022.6
- 『愛蔵版 英雄コナン全集2 征服篇』（宇野利泰共訳、新紀元社） 2022.10
- 『愛蔵版 英雄コナン全集3 降魔篇』（宇野利泰共訳、新紀元社） 2023.7
- 『愛蔵版 英雄コナン全集4 覇王篇』（新紀元社） 2024.8 - 各・全面改稿、資料新訳、カバー画は寺田克也

## 編訳
- 「20世紀SF」全6巻（山岸真共編、河出文庫） 2000 - 2001
『20世紀SF1 1940年代 星ねずみ』
『20世紀SF2 1950年代 初めの終わり』
『20世紀SF3 1960年代 砂の檻』
『20世紀SF4 1970年代 接続された女』
『20世紀SF5 1980年代 冬のマーケット』
『20世紀SF6 1990年代 遺伝子戦争』
- 『影が行く ホラーSF傑作選』（創元SF文庫） 2000.8
- 『不死鳥の剣 剣と魔法の物語傑作選』（河出文庫） 2003.3
- 『フェッセンデンの宇宙』（エドモンド・ハミルトン、河出書房新社） 2004.4、増補・河出文庫 2012
- 『願い星、叶い星』（アルフレッド・ベスター、河出書房新社） 2004.10
  - 『イヴのいないアダム』（創元SF文庫） 2017、2編を追加・改題
- 『ふたりジャネット』（テリー・ビッスン、河出書房新社） 2004.2
- 『反対進化』（エドモンド・ハミルトン、創元SF文庫） 2005.3
- 『眠れる人の島』（エドモンド・ハミルトン、創元SF文庫） 2005.12
- 『ページをめくれば』（ゼナ・ヘンダースン、編、安野玲, 山田順子訳、河出書房新社） 2006.2
- 『地球の静止する日 SF映画原作傑作選』（創元SF文庫） 2006.3
- 『悪魔の薔薇』（タニス・リー、編、安野玲, 市田泉共、河出書房新社） 2007.9
- 『千の脚を持つ男 怪物ホラー傑作選』（創元SF文庫） 2007.9
- 『太陽系最後の日 ザ・ベスト・オブ・アーサー・C・クラーク1』（編、浅倉久志他訳、ハヤカワ文庫） 2009.5
- 『90億の神の御名 ザ・ベスト・オブ・アーサー・C・クラーク 2』（編、浅倉久志他訳、ハヤカワ文庫） 2009.7
- 『洋梨形の男』（ジョージ・R・R・マーティン、河出書房新社） 2009.9
- 『時の娘 ロマンティック時間SF傑作選』（編、創元SF文庫） 2009.10
- 『メデューサとの出会い ザ・ベスト・オブ・アーサー・C・クラーク 3』（編、浅倉久志他訳、ハヤカワ文庫） 2009.10
- 『跳躍者の時空』（フリッツ・ライバー、編、河出書房新社） 2010.1
- 『平ら山を越えて』（テリー・ビッスン、編訳、河出書房新社） 2010.9
- 『ワイオミング生まれの宇宙飛行士 宇宙開発SF傑作選 (SFマガジン創刊50周年記念アンソロジー)』（編、浅倉久志他訳、ハヤカワ文庫） 2010.9
- 『時を生きる種族 ファンタスティック時間SF傑作選』（編、創元SF文庫） 2013.7
- 『黒い破壊者 宇宙生命SF傑作選』（A・E・ヴァン・ヴォークト, R・F・ヤング他、編、創元SF文庫） 2014.11
- 『街角の書店 : 18の奇妙な物語』（F・ブラウン, S・ジャクスン他著、編、創元推理文庫） 2015
- 『失われた者たちの谷 : ハワード怪奇傑作集』（ロバート・E・ハワード、編訳、アトリエサード、ナイトランド叢書） 2015
- 『夜の夢見の川 : 12の奇妙な物語』（シオドア・スタージョン, G・K・チェスタトン他、創元推理文庫） 2017.4
- 『猫SF傑作選 猫は宇宙で丸くなる』（シオドア・スタージョン, フリッツ・ライバー他、竹書房文庫） 2017.8